# Val d'Orcia
Val d'Orcia ili Valdorcia je područje u Toskani u središnjoj Italiji koje se proteže od planina južno od Siene do vulkanske planine Monte Amiata. 
Dolina Orcia se odlikuje nježnim i pažljivo kultiviranim brdima koja su povremeno usječena, te slikovitim naseljima i selima kao što je Pienza (koja je u 15. stoljeću obnovljena kao idealni renesansni grad pape Pia II.), Radicofani (rodno mjesto zloglasnog odmetnika iz 13. stoljeća, Ghina di Taca) i Montalcino (dom prestižnog talijanskog vina, Brunello di Montalcino). To je krajolik koji je postao slavan na mnogim umjetničkim prikazima, od renesansnih slika sijenske škole do modernih pejzažnih fotografija.
Val d'Orcia je upisana na UNESCOv popis mjesta svjetske baštine u Europi 2003. godine kao "izniman primjer krajolika preoblikovanog u renesansi kako bi odražavao ideale dobre uprave i estetskih vrijednosti". Krajolik Val d'Orcije proslavili su renesansni slikari uzimajući ga za primjer krajolika u kojemu ljudi žive skladno s prirodom, i tako su utjecali na razvoj pejzažnog slikarstva i hortikulture."
- Pienza
- San Quirico d'Orcia
- Montalcino
- Vivodorcia
- Srednjovjekovni Castello della Magione na rimskom putu Via Francigena

## Vanjske poveznice
- Park prirode Valdorcia (Službena stranica)  Arhivirana inačica izvorne stranice od 27. rujna 2007. (Wayback Machine) (tal.) (engl.)
- Val d'Orcia: prirodno remek-djelo na Intoscana.it (tal.) (engl.)
- Kvalitetne fotografije Val d'Orcije (tal.) (engl.)

### Ostali projekti
|  | Zajednički poslužitelj ima još gradiva o temi Val d'Orcia |